# Elias Crespin
Elias Crespin, né en 1965 à Caracas (Venezuela) est un artiste vénézuélien qui vit et travaille à Paris.

## Biographie
Elias Crespin a étudié l'informatique à Caracas. Petit-fils d'artiste - sa grand-mère est l'artiste vénézuélienne d'origine allemande Gertrud Goldschmidt (Gego) et son grand-père Gerd Leufert, peintre et graphiste réputé - et fils de mathématiciens, il crée des sculptures en mouvement qu'il appelle « électrocinétiques ».
Il commence à travailler à sa première sculpture en 2002. L'idée lui est venue en visitant une exposition au Musée des beaux-arts de Caracas, face au Cubo virtual de l'artiste cinétique Jesús Rafael Soto : en observant, il commence à réfléchir à la solution informatique et mécanique qui pourrait en faire bouger les éléments.
Il travaille à sa première pièce en expérimentant à partir de ses précédentes recherches en programmation informatique. En les appliquant au domaine esthétique, il fusionne ses deux univers d'appartenance : l'art et l'informatique. Deux ans après, Malla Electrocinética I est terminée : une structure mouvante de billes de plomb reliées par des tiges de métal activée par une série de petits moteurs. Il travaille à d'autres pièces et participe très tôt à des expositions collectives au Venezuela. Sa première exposition personnelle a lieu en 2006 au Canal Centro de Producción Cultural à Caracas. 
En 2008 il s'installe à Paris. Il rend visite à l'artiste cinétique Carlos Cruz-Diez, qui l'incite à poursuivre ses expérimentations techniques et esthétiques. Les recherches de Cruz-Diez autour de la couleur l'inspirent et il commence à insérer dans ses sculptures des éléments en plexiglas colorés.
En octobre 2018, le Musée du Louvre lui commande une oeuvre, un nouveau décor pérenne pour le musée dans le cadre des célébrations des trente ans de la Pyramide du Louvre. L'oeuvre L'Onde du Midi, constituée de 128 tubes cylindriques suspendus au-dessus de l'Escalier du Midi est dévoilée au public le 24 janvier 2020, s'inscrivant à la suite des commandes passées par le Musée à de grandes figures de l'art contemporain comme Georges Braque, Anselm Kiefer, François Morellet et Cy Twombly,,.
Ses sculptures sont aujourd'hui présentes dans les collections d'importantes institutions comme le Musée du Louve, la Maison de l'Amérique Latine (Paris), le Musée des beaux-arts de Houston, El Museo del Barrio (New York), le Museo de Arte Latino Americano (Buenos Aires) et le Museo Nacional de Bellas Artes (Buenos Aires) Musée d'art Nelson-Atkins,  Kansas City, Missouri (États-Unis). et exposées dans le monde entier.
Il présente ses œuvres à la Galerie Denise René (Paris), la galerie Cecilia de Torres Ltd. (New York), la HDM Gallery (Pékin, Londres) et à la Galeria RGR+Art (Mexico).

## Œuvres
Ses sculptures « électrocinétiques » sont composées d'une répétition d'éléments géométriques simples : triangles, carrés, cercles, lignes qui flottent dans l'espace. Ils sont suspendus par des fils invisibles et dessinent lentement une danse grâce à une programmation informatique qui traduit des formules mathématiques en mouvement. Le mouvement conjoint des éléments compose la chorégraphie, la forme en perpétuelle fluctuation de l'œuvre. La sculpture se transforme petit à petit, passe de l'ordre au désorde, traverse des instants de chaos pour redevenir ensuite un ensemble organisé en un mouvement harmonieux. Elles évoluent lentement, comme des éléments organiques, des constellations.
L'éclairage des oeuvres constitue souvent un élément fondamental, l'ombre projetée créant des effets de dédoublement de l'œuvre. Chaque pièce présente des jeux de textures, l'artiste utilisant divers matériaux pour ses éléments suspendus : plexiglas, aluminium, acier inoxydable, laiton, cuivre… et utilise la couleur pour créer des effets chromatiques variés. Il en résulte des oeuvres jouant avec la perception du spectateur. Elles évoluent d'une forme à l'autre, d'une logique à une autre, transformant l'espace dans lequel elles s'inscrivent.
Son œuvre Circuconcéntricos Transparente 2013 a été exposée au sein de Dynamo. Un siècle de lumière et de mouvement dans l'art. 1913-2013 au Grand Palais, exposition consacrée à l'art lumino-cinétique.
En 2018, il crée l'œuvre Grand HexaNet, 2018 pour le grand escalier du Grand Palais à l'occasion de l'exposition Artistes et Robots tenue du 5 avril au 9 juillet 2018 au Grand Palais.
En janvier 2020 est dévoilée au public l'œuvre L'Onde du Midi, décor permanent commandé par le Musée du Louvre.

## Expositions
(juillet 2024).

### Expositions personnelles
2006
- Electrocinéticas, Canal Centro de Producción Cultural, Caracas, Venezuela

2010
- Hiperficies, Ars Longa, Paris, France

2011
- Visionary Collection Vol. 14. Elias Crespin Electrokinetics, Haus Konstruktiv, Zurich, Suisse

2012
- Et Op ! Elias Crespin, Musée en Herbe, Paris, France
- Elias Crespin. Parallels, Cecilia de Torres, Ltd., New York, NY, États-Unis

2014
- Elias Crespin - Mobiles, Galerie Denise René, Paris, France
- Elias Crespin. Temps suspendu, Galerie de la Marine, Nice, France

2015
- Chorégraphies géométriques, Das Kleine Museum, Weissenstadt, Allemagne

2017
- Elias Crespin - Slow Motion, Maison de l'Amérique Latine, Paris, France

2018
- Formes, espace-temps, Galerie Denise René, Paris, France

2020
- Elias Crespin, Galerie Denise René, Paris, France

2021
- And Yet It Moves !, Sicardi Gallery, Houston, États-Unis

2023
- Tempomorphosis, Sicardi Gallery, Houston, TX, Estados Unidos

- Cosmologies, Baró Galería, Palma de Mallorca, España

2024
- Chronomorphosis, Bildmuseet, Umeå, Suède

### Exposition de groupe
2006
- Life Forms, Kinetica Museum, Londres, Royaume-Uni

2009
- North Looks South, musée des beaux-arts, Houston, TX, États-Unis
- Writings, Cecilia de Torres Ltd., New York, NY, États-Unis

2011
- Cosmopolitan Routes, musée des beaux-arts, Houston, TX, États-Unis
- Once Tipos del Once, Fundación Sala Mendoza, Caracas, Venezuela

2012
- Diálogos Contemporáneos desde la Collección, Musée d'art contemporain de Caracas, Venezuela
- Hommage à Denise René, Galerie Denise René, Paris, France
- Constructed Dialogues: Concrete, Geometric, and Kinetic Art from the Latin American Art Collection, musée des beaux-arts, Houston, TX, États-Unis
- Turbulences, Espace culturel Louis-Vuitton, Paris, France

2013
- Dynamo. Un siècle de lumière et de mouvement dans l’art. 1913-2013, Grand Palais, Paris, France
- Cinetik !, Fundació Stämpfli, Sitges, Espagne
- Art cinétique, art numérique, Galerie Denise René Espace Marais, Paris, France
- Des gestes de la pensée, La Verrière Fondation d'entreprise Hermès, Bruxelles, Belgique
- Voyages intérieurs, Maison particulière, Bruxelles, Belgique
- Turbulences II, villa Empain – Fondation Boghossian, Bruxelles, Belgique
- Mouvements et lumières, Centre d'art contemporain Frank-Popper, Marcigny, France
- Homage to Denise René, Espace-Expression, Miami, FL, États-Unis

2014
- Inhabiting the world, Biennale de Busan, Corée
- Drawing in Space, Galleria Monica de Cardenas, Zuoz, Suisse
- Horizon nécessaire, musée Passager, projet de musée itinérant en Île-de-France
- Structures de l’invisible, Galerija Klovicevi dvori, Zagreb, Croatie - Fondation Vasarely, Aix-en-Provence, France

2015
- Selección = Relación,Espacio Monitor, Caracas, Venezuela
- Vers une architecture de lumière, Chartreuse de Villeneuve lès Avignon, France
- Cinétique numérique aujourd’hui, Galerie Denise René - Espace Marais, Paris, France
- Mapping Festival, Genève, Suisse
- L’art et le numérique en résonance 2/3 : Ré-émergence, Maison populaire, Montreuil, France

2016
- Impermanencia, XIII Biennale de Cuenca, Equateur
- Lumière et mouvement, Galerie Denise René, Paris
- Dialogue. Ding Yi Elias Crespin, Hadrien de Montferrand Gallery, Pékin, Chine
- Transparence, Galerie Denise René, Paris, France
- Everybody is crazy, but me, Maison particulière, Bruxelles, Belgique
- Visión constructiva, Espacio Monitor, Caracas, Venezuela
- Cercle et carré, Galerie Denise René, Paris, France

2017
- Artists & Robots, Astana Contemporary Art Center, Astana, Kazakhstan
- The Urge to create Visions...1929-2017, Centre de Sculpture Polonaise, Orońsko, Pologne
- De Nature en Sculpture, Fondation Villa Datris, L’Isle-sur-la-Sorgue, France[6]
- Geometría en Movimiento, Galeria RGR+ART, Mexico, Mexique
- Expanding the Line, Cecilia de Torres Ltd., New York, NY, États-Unis
- Lumière et mouvement, Galerie Denise René, Paris, France

2018
- Festival Carré Latin 2018, Palais Royal, Paris, France
- Forces et mouvement, Galerie François Léage, Paris, France
- Artists & Robots, Grand Palais, Paris, France
- De Nature en Sculpture, Fondation Villa Datris - Espace Monte-Cristo, Paris, France
- Les amis de Nicolas Schöffer, La Ville A des Arts, Paris, France

2019
- Espace et Tension, galerie Denise René, Paris, France
- Kinetic masters and their legacy, galerie Cecilia de Torres, LTD, New York, Etats-Unis
- Immatérialité, Espace Topographie de l'Art, Paris, France
- Shadows, Galerie Italienne, Paris, France
- Negative Space, ZKM, Centre d'art et de technologie, Karlsruhe, Allemagne

2020
- Immaterial / Re-material: A brief history of computing art, UCCA, Pékin, Chine

- Exploring, Wuling Art Space, Pékin, Chine

- Hard Edge, Galerie Denise René, Paris, France

2021
- Retour à la ligne, Galerie Denise René, Paris

- Dynamique du bleu, Galerie Denise René, Paris

2022
- Échos - Révolution Xenakis, Musée de la Musique, Philharmonie de Paris, Paris, France

- Lumière Espace Temps, Le Grenier à Sel, Avignon, France

- Elias Crespin & Felipe Pantone. Convergences, RGR+ Art Gallery, Mexico City, Mexique

- Vibrations, Danysz Gallery, Shanghai, China

- Mouvement. Hommage à Denise René, Bonisson Art Center, Rognes, France

- Forme / Mouvement. Sélection 44-22, Galerie Denise René, Paris, France

- Cinétique !, Fondation Datris - Espace Monte-Cristo, Paris, France

2023
- 16 artistes - 2 médias, Galerie Denise René, Paris

2024
- Les mondes imaginaires,  Fondation Villa Datris - Espace Monte-Cristo, Paris

## Collections publiques
- Musée du Louvre, Paris, France
- Maison de l'Amérique Latine, Paris, France
- Nelson-Atkins Museum of Art, Kansas City, MO, États-Unis
- Musée des beaux-arts, Houston, TX, États-Unis
- El Museo del Barrio, New York, NY, États-Unis
- Collection Ella Fontanals-Cisneros, Miami, FL, États-Unis
- Museo de Arte Latinoamericano de Buenos Aires, Argentine
- Museo Nacional de Bellas Artes, Buenos Aires, Argentine
- Das Kleine Museum, Weißenstadt, Allemagne

## Prix
2004
- « Artist's Choice Award » à ArtBots 2005, Saints Michael and John's Church, Dublin, Irlande

2005
- « Premio Armando Reverón » au 61 Salón Arturo Michelena, Ateneo de Valencia, Valencia, Venezuela

2019
- « Proyección Internacional », Premio de la Crítica 2018 décerné par AICA Capítulo Venezuela

#### Catalogues d'exposition
- Lumière Espace Temps. 14 artistes contemporains en hommage à Nicolas Schöffer, Avignon : Le Grenier à sel, 2021

- Immaterial Re-material. A brief history of computing art, sous la direction de Jérôme Neutres, Beijing : UCCA, Culture and Art Publishing House, 2020

- Immatérialité, Paris : Topographie de l’Art, 2019

- Artistes & Robots, Réunion des musées nationaux - Grand Palais : Paris, France, 2018
- Artists & Robots, Réunion des musées nationaux - Grand Palais : Paris, France, 2017
- The Urge to create Visions...1929-2017, Center of Polish Sculpture : Radom, Pologne, 2017
- De Nature en Sculpture, Fondation Villa Datris : L’Isle-sur-la-Sorgue, France, 2017
- Slow Motion, Maison de l’Amérique Latine / Editions Hermann : Paris, france, 2017
- Geometrische Choreographien, Das Kleine Museum : Weissenstadt, Allemagne, 2015
- Elias Crespin, Galerie Denise René : Paris, France, 2014
- Elias Crespin. Temps suspendu, texte de Pierre Sterckx, Galerie de la Marine : Nice, France, 2014
- Elias Crespin. Parallels, Cecilia de Torres, Ltd. : New York, NY, États-Unis, 2012
- Elias Crespin. Hiperficies, Ars Longa : Paris, France, 2010
- Dynamo. Un siècle de mouvement et lumière dans l'art. 1913-2013, sous la direction de Serge Lemoine, RMN : Paris, France, 2013
- Turbulences II, Fondation Boghossian / Espace culturel Louis-Vuitton : Bruxelles, Belgique, 2013
- Turbulences, Espace Culturel Louis Vuitton : Paris, france, 2012

#### Articles dans la presse
- Virginie Chuimer-Layen, « Les chorégraphies cinétiques d’Elias Crespin », La Gazette de Drouot, n° 9, 6 mars 2020
- Dossier Elias Crespin, in Alliage, 74, automne 2014

- Valérie Duponchelle, Elias Crespin, l’art de la ligne au Louvre », Le Figaro, 20 janvier 2020

- Virginie Chuimer-Layen, « Elias Crespin et la poésie de la cinétique », in La Gazette de Drouot, no 6, 15 février 2013
- Amélie Adamo, « Elias Crespin. Sculpteur d'algorithme », in Art Absolument, 49, septembre-octobre 2012
- Victoria Verlichak, « Geometric Choreographies », in Art Nexus, 78, 2010